# 東方香港號
東方香港號（英語：OOCL Hong Kong）為世界第7大貨櫃輪，且為第三艘裝載量超過20,000 TEU的貨櫃船，由三星重工承製，容量為21413 TEU，打破2017年4月下水的Madrid Maersk所創下的20568 TEU最大容量紀錄（隨後於2019年被MSC Gülsün的23756TEU打破）。其餘6艘姊妹也於同年完工，並陸續投入服務。
東方香港號經營航線為由上海市出發，經宁波市、厦门市、盐田区、新加坡、苏伊士运河、费利克斯托、鹿特丹、格但斯克、威廉港、菲力斯杜港，再經苏伊士运河、新加坡、香港、盐田区，最終抵達上海，航運週期為77天。